# Hydroptila quinola
Hydroptila quinola är en nattsländeart som beskrevs av Ross 1947. Hydroptila quinola ingår i släktet Hydroptila och familjen smånattsländor. Inga underarter finns listade i Catalogue of Life.